# Crotalaria kostermansii
Crotalaria kostermansii är en ärtväxtart som beskrevs av Chawalit Niyomdham. Crotalaria kostermansii ingår i släktet sunnhampor, och familjen ärtväxter. Inga underarter finns listade i Catalogue of Life.